# Calling All Nations

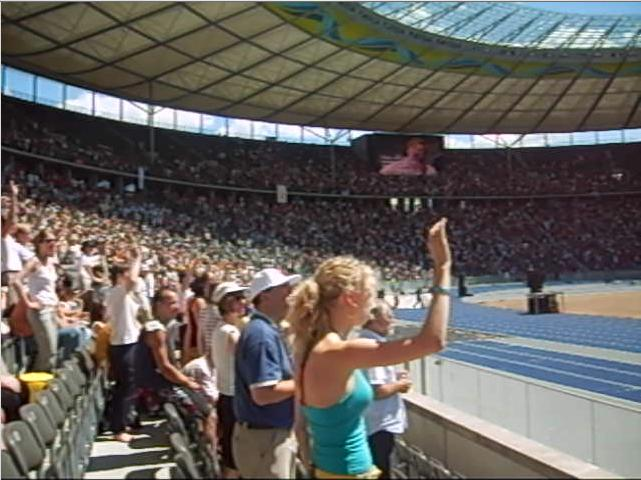
Ausschnitt aus dem Publikumsbereich der Veranstaltung

Calling All Nations (deutsch: Ruf an alle Nationen) war eine evangelikale Veranstaltung, die am 15. Juli 2006 von 9 bis 21 Uhr im Olympiastadion Berlin stattfand. Sie stand unter dem Motto Calling the youth of the world and the young at heart to a day of worship and prayer (Ruf an die Jugend der Welt und die im Herzen Junggebliebenen zu einem Tag der Anbetung und des Gebets.) An diesem Tag fanden sich 22.000 Christen aus 30 Nationen in Berlin zusammen. Außerdem wurde Calling All Nations über die christlichen Radio- und Fernsehsender UCB und GOD TV weltweit übertragen. Initiator dieses Events war Noel Richards, ein international bekannter Lobpreis-Musiker.

## Geschichte
Nachdem am 28. Juni 1997 im englischen Wembley-Stadion eine ähnliche Veranstaltung (Champion of the world) mit 43.000 Besuchern stattgefunden hatte, gab Noel Richards bekannt, dass er weitere Veranstaltungen dieser Art initiieren wollte. Er hatte nach eigenen Angaben den Eindruck, dass Gott ihnen drei Stadien aufs Herz legte. Richards und einige weitere Christen wollten das Volksstadion in Budapest, das Nou Camp-Stadion in Barcelona und das Olympiastadion in Berlin füllen, um Christen zusammenzubringen und gemeinsam ihren Gott anzubeten. Richards machte neun Jahre lang Werbung für seine „Vision“ und wollte das Event schon 2001 stattfinden lassen. Umbauarbeiten am Stadion verhinderten die Einhaltung dieses Termins jedoch. Weitere vier Jahre später, im Juni 2005, war erneut ein Termin fest eingeplant (weshalb Richards 2004 auch die CD Road to Berlin herausbrachte); dieses Mal scheiterte die Veranstaltung daran, dass die Veranstalter sich nicht rechtzeitig mit dem Stadionbetreiber einig wurden. Schließlich wurde mit dem 15. Juli 2006 ein passender Termin gefunden, eine Woche nach der Fußball-WM und zeitgleich mit der Loveparade.
Calling All Nations war im Vorfeld eines der vorherrschenden Themen in den christlichen Medien. Es wurde vor allem in Freikirchen verschiedener Konfessionen in ganz Deutschland und den europäischen Nachbarländern mit viel Begeisterung erwartet und unterstützt, von einigen Einzelpersonen jedoch kritisiert.

## Kritik
Im Vorfeld von Calling All Nations übten einige deutsche Evangelisten (insbesondere Theo Lehmann, Lutz Scheufler und Hartmut Zopf) Kritik an der Veranstaltung. Ihrer Meinung nach sollten die Besucher den „hohen“ Eintrittspreis der Mission spenden. Außerdem sahen sie bei einigen Veranstaltungsteilnehmern die aus ihrer Sicht falsche Lehre der Geistestaufe. Der Leitungskreis wies diese Kritik mit den Argumenten zurück, dass solche Preise für eine Stadionveranstaltung unvermeidlich seien und dass Sonderlehren bei der Veranstaltung keine Rolle spielten. Des Weiteren bauten sich am Tag der Veranstaltung einige Christen vor dem Stadion mit Transparenten auf, um ihre Kritik am angeblichen „Anbetungsoptimismus“ auszudrücken. Scharfe Kritik, die sich mehr auf die radikalcharismatische Bewegung im Allgemeinen bezog, kam von dem NDR-Magazin Panorama.

## Ablauf

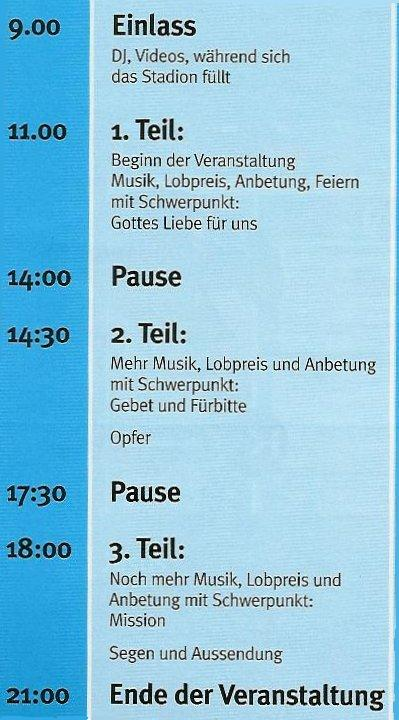
Grober zeitlicher Ablauf aus
dem Calling All Nations Magazin

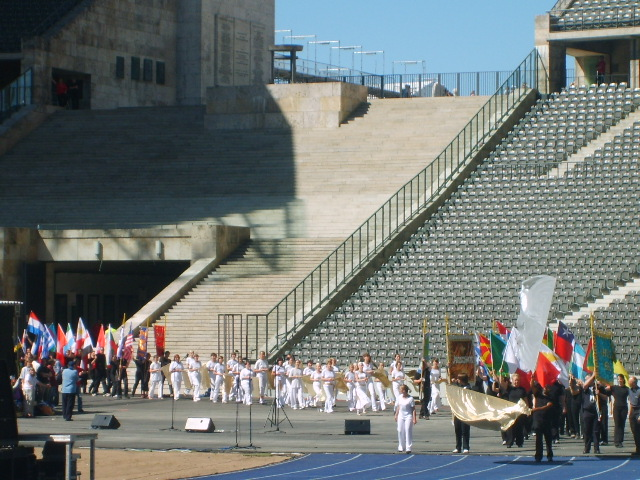
Flaggen- und Bannerumzug zu Beginn der Veranstaltung

Das Stadiongelände wurde um 9 Uhr für die Teilnehmer geöffnet. Das eigentliche Programm begann um 11 Uhr und war in drei Teile zu je drei Stunden mit jeweils einer halbstündigen Pause dazwischen gegliedert.
Im ersten Teil ging es um Gottes Liebe für den Menschen. Zu Beginn zogen auf der Laufbahn Menschen aus verschiedenen Nationen mit den Nationalflaggen der Welt, silber- und goldfarbenen Flaggen und dem Gottesnamen auf Bannern ein, danach begann die Musik. Die Interpreten traten abwechselnd auf zwei Bühnen auf.
Der Schwerpunkt des zweiten Teils ab 14:30 Uhr lag auf dem Thema Gebet und Fürbitte. In der sogenannten Berliner Erklärung baten die deutschen Teilnehmer um Vergebung bei Gott und den Christen aus den anderen Ländern für die Verbrechen der NS-Zeit. Anschließend gab es eine Zeit der prophetischen Rede, in der Christen, die meinten, eine Eingebung oder ein Bild von Gott empfangen zu haben, es den Zuschauern weitergeben konnten, und  ein Segensgebet der unter 30-jährigen für die Christen aus anderen Ländern. Außerdem wurden zwei so genannte Opfer eingesammelt, das heißt, es fand eine Spendensammlung für die Deckung der restlichen Stadionkosten und eine weitere für wohltätige Zwecke, der Hilfe für AIDS-Waisen auf der ganzen Welt, statt.
Der dritte Teil mit dem Schwerpunkt Mission begann um 18 Uhr und endete nach 21 Uhr wieder mit einem Flaggenumzug durch das Stadion. Während der ganzen Zeit fand neben der Musik auf der Bühne Tanz mit Stäben, Bändern, Tüchern und Flaggen statt.

## Mitwirkende
Organisiert wurde Calling All Nations von einem Leitungskreis, dem Calling All Nations e. V., bestehend aus Noel Richards, Wolfhard Margies, Gerhard Kehl, Christoph Bonnen, Gerald Coates, Helmut Diefenbach, Steven Doherty, Ulrich Eggers, Walter Heidenreich, Les Moir, Axel Nehlsen, Fritz Ludwig Otterbach, John Pacalubo, Christoph Stang und Roland Werner, also englischen und deutschen Mitgliedern der Evangelischen Allianz aus unterschiedlichen Konfessionen. Viele Gemeinden, insbesondere in Berlin, beteiligten sich an den Vorbereitungen.
Alle Mitwirkenden von Calling All Nations verzichteten auf Gage und Reisekostenerstattung. Zudem wurde im Vorfeld von Veranstalterseite aus immer wieder betont, dass es bei dem Festival nicht um die großen Musik-Stars ginge, sondern um den christlichen Gott und Jesus Christus.
| Teilnehmer                        | Land           | Weitere Informationen |
| 2schneidig                        | Deutschland    | 2schneidig (Martin Rietsch) ist Halbnigerianer und macht christlichen Hip-Hop und R&B. |
| Andrea Adams-Frey und Albert Frey | Deutschland    | Albert Frey ist in der christlichen Szene deutschlandweit durch seine Tätigkeit als Lobpreis-Liedermacher und durch seine CDs bekannt. |
| Arne Kopfermann                   | Deutschland    | Arne Kopfermann ist ein in der christlichen Szene deutschlandweit bekannter Lobpreis-Liedermacher, Autor und Co-Produzent der Liederbuch- und CD-Serie In Love with Jesus.                                                                                     |
| Brian Doerksen                    | Kanada         | Brian Doerksen ist ein kanadischer Lobpreis-Liedermacher mit ebenfalls in der christlichen Szene bekannten Liedern, wie Come, now is the time. |
| Broken Walls                      | Kanada         | |
| Chris Bowater                     | Großbritannien | |
| Christoph Bonnen                  | Deutschland    | Christoph Bonnen ist Lobpreisleiter in der Berliner Freikirche Gemeinde auf dem Weg. |
| Claas P. Jambor                   | Deutschland    | |
| Daniel Kallauch                   | Deutschland    | Daniel Kallauch macht christliche Kinderlieder, die durch seine Auftritte im KI.KA deutschlandweit bekannt sind, wie beispielsweise Volltreffer, Der Clou oder Weihnachten ist Party für Jesus.                                                                |
| Dave Bilbrough                    | Großbritannien | |
| David Ruis                        | USA            | |
| Delirious?                        | Großbritannien | Delirious? ist eine international bekannte, fünfköpfige Lobpreis-Band, die mit Alben wie World service oder Mission Bell auf sich aufmerksam machten und in Deutschland in die Top 10 der Airplay-Charts kamen.                                                |
| Florence Joy                      | Deutschland    | Bekannt geworden durch den Sieg bei Star Search (Casting-Show auf dem Fernsehsender SAT.1). |
| Gerald Coates                     | Großbritannien | |
| Gerhard Kehl                      | Deutschland    | |
| Godfrey Birtill                   | Großbritannien | |
| Graham Kendrick                   | Großbritannien | Einer der Begründer der modernen Lobpreis und Anbetungsmusik |
| Inside Out                        | Niederlande    | |
| I Themba                          | Südafrika      | I Themba ist eine afrikanische Tanzgruppe. |
| Judy Bailey                       | Deutschland    | Judy Bailey macht christliche Popmusik und setzt sich mit World Vision Deutschland für Menschen in Afrika ein. |
| Kees Kraayenoord                  | Niederlande    | |
| Kings Kids                        | International  | |
| Kisi-Kids                         | Österreich     | KISI - God’s singing kids geben mit Liedern und Musicals ihren Glauben weiter. |
| Lilo Keller                       | Schweiz        | |
| Lothar Kosse                      | Deutschland    | Lothar Kosse ist ein in der christlichen Szene deutschlandweit bekannter Lobpreis-Liedermacher und Initiator der Cologne Worship Night. |
| Matt Redman                       | Großbritannien | Matt Redman machte als Lobpreis-Liedermacher mit in der christlichen Szene international bekannten Songs wie Heart of Worship und Blessed Be Your Name auf sich aufmerksam.                                                                                    |
| Movement in Worship               | Großbritannien | Movement in Worship ist eine englische Tanzgruppe. |
| Noel Richards                     | Großbritannien | Noel Richards ist Lobpreis-Liedermacher und Initiator von Calling All Nations. |
| Onehundredhours                   | Großbritannien | |
| Paul Oakley                       | Großbritannien | |
| Psalm Drummers                    | International  | Die Psalm Drummers machen ausschließlich Instrumentalmusik mit Trommeln. |
| Reuben Morgan                     | Australien     | Reuben Morgan ist ein Lobpreis-Liedermacher und Leiter einer Hillsong-Gemeinde in Australien und schrieb in der christlichen Szene bekannte Lieder wie Lord I give you my heart oder My redeemer lives.                                                        |
| Roland Werner                     | Deutschland    | |
| Sue Rinaldi                       | Großbritannien | |
| Tengerin Doo                      | Deutschland    | Tengerin Doo ist mongolisch und bedeutet „himmlische Musik“. Die 6-köpfige Band ist in der christlichen Szene durch Auftritte zusammen mit Walter Heidenreich bei Come to the Light in Lüdenscheid, FCJG-Gottesdiensten und einigen Live-CDs bekannt geworden. |
| Tim Hughes                        | Großbritannien | Der junge Lobpreis-Liedermacher Tim Hughes machte mit dem in der christlichen Szene international bekannten Lied Here I Am to Worship auf sich aufmerksam. |
| Tim und Kristin Reinhardt         | Deutschland    | Lobpreisleiter aus Süddeutschland, Jugend- und Worship-Events (unter anderen Allgäuer Worship-Night, South Alive) |
| Walter Heidenreich                | Deutschland    | Walter Heidenreich ist Leiter der FCJG Lüdenscheid. |
| Wayne Draine                      | USA            | |
| Wolfhard Margies                  | Deutschland    | Wolfhard Margies ist Leiter der Berliner Freikirche Gemeinde auf dem Weg. |
| Yfriday                           | Großbritannien | |